# Batalla de Drakenburg
La Batalla de Drakenburg (en alemán: Schlacht bei Drakenburg) tuvo lugar el 23 de mayo de 1547, al norte de Nienburg, entre el ejército protestante de la Liga de Esmalcalda y las tropas imperiales de Erico II de Brunswick-Calenberg-Gotinga. Resultó en una derrota imperial. Eric se vio obligado a nadar a través del Río Weser para salvar su propia vida. Como consecuencia, los imperialistas abandonaron el norte de Alemania, lo que contribuyó a la libertad de religión para luteranos y católicos en el norte de Alemania.

## Contexto
La Liga de Esmalcalda ya había sido derrotada en la Guerra de Esmalcalda al perder la Batalla de Mühlberg el 24 de abril de 1547. La firma de la Capitulación de Wittenberg el 19 de mayo disolvió prácticamente la liga. No obstante, los miembros del norte de Alemania de la Liga de Esmalcalda aún resistieron al emperador católico del Sacro Imperio Romano Germánico, Carlos V.

### Asedio de Bremen
En enero de 1547, el coronel imperial y líder mercenario Christoph von Wrisberg reclutó hombres en Münsterland. A través de los principados-obispados de Osnabrück y Minden, que aún eran leales al emperador, el ejército de Wrisberg marchó hacia Bremen para comenzar a sitiar la ciudad. En abril, el duque Eric II, de 19 años, se unió al ejército sitiador, que con los refuerzos de Eric alcanzó un número de 12.000 hombres. En mayo, Eric fue informado de que un ejército protestante estaba saqueando y destruyendo su Principado de Calenberg y que este ejército se dirigía a Bremen para liberar la ciudad. Debido a que el sitio, que no tuvo éxito, había durado meses, agotando los suministros, causando la muerte de una cuarta parte de sus Lansquenete y creando el peligro de un motín, Eric decidió abandonar el sitio.

## Despliegue

### Tropas Imperiales

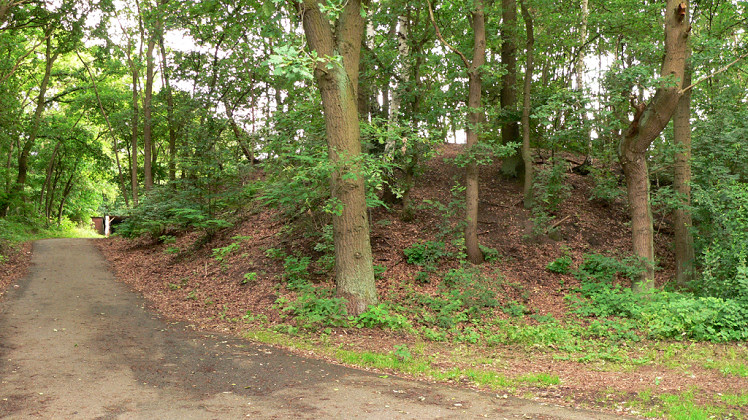
Las dunas de arena, hoy.

Las tropas imperiales partieron de Bremen el 22 de mayo, marchando rápidamente para atacar al ejército protestante. Las unidades de los dos líderes militares, Eric y Christoph von Wrisberg, viajaron a lo largo del río Weser por separado, uno en cada orilla; planeaban reunirse en un cruce del río. Sin embargo, las tropas de Wrisberg se retrasaron debido a que los caminos de arena les causaron problemas. Eric no esperó a los rezagados y ordenó a sus mercenarios marchar más rápidamente.
Después de que Eric fue informado sobre el acercamiento del enemigo cerca de Drakenburg, ordenó a sus soldados que se prepararan en formación de batalla. Contaba con unos 6,000 Landsknechte, un número desconocido de jinetes y diecisiete cañones a su disposición. Posicionó sus tropas al este de Drakenburg, en dirección a Heemsen, en un campo abierto. Eligió un terreno ondulado con dunas de arena de hasta 15 metros de altura. Consideró esta como una posición ideal y segura para enfrentar al enemigo. Sus cañones tenían un campo de tiro despejado gracias a su posición más elevada. Además, sus tropas tenían la ventaja de tener tanto el sol como el viento a su favor. Sin embargo, sus tropas no tenían vías de escape o retirada, ya que el campo de batalla estaba limitado por pantanos, humedales y el río Weser.

### Los Protestantes
El Elector Juan Federico I de Sajonia había dejado el ejército protestante poco antes de su captura en la Batalla de Mühlberg. Originalmente, el ejército consistio de severos Fähnlein o Landsknechte liderados por Albrecht VII von Mansfeld. Había marchado desde Sajonia hacia Nordhausen, Northeim y Brunswick para ayudar a la ciudad sitiada de Bremen. Tropas de Brunswick, Hildesheim, Hamburgo y Magdeburgo se unieron al ejército. El ejército consistía en un total de 26 Fähnlein: aproximadamente 6.500 soldados, dándoles una pequeña ventaja numérica. 

## La batalla

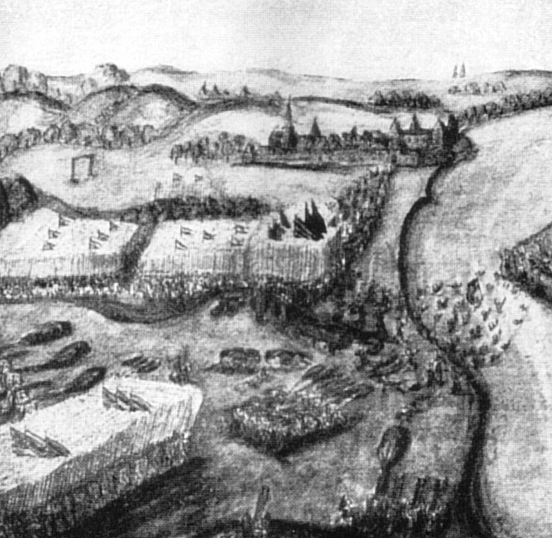
Dibujo de plumas de la batalla creado en 1570.

Las tropas protestantes llegaron desde el este y alcanzaron a las tropas de Eric, que estaban atrincheradas en las dunas. Los atacantes de la Liga de Esmalcalda se valieron de una táctica atribuida a Brun von Bothmer, un capitán dél Principado de Brunswick-Wolfenbüttel. Conocía bien la zona, ya que vivió allí de niño, y propuso un Movimiento de pinza con una segunda ofensiva en la retaguardia de los católicos. Bothmer lideró a aproximadamente mil Arcabuqueros montados para atacar desde el norte de manera encubierta. Ambos bandos comenzaron la batalla con bombardeos y asaltos simultáneos. Al hacerlo, la formación de batalla de Eric se desmoronó. Además, la caballería protestante dividió las fuerzas imperiales al cabalgar entre las colinas. En el caos, la caballería de Eric huyó, causando pérdidas entre su propia infantería. La ruta de escape de las fuerzas católicas fue cortada por las fuerzas de la Liga de Esmalcalda, así como por los pantanos cercanos. La única vía de escape era el río Weser, que estaba inundado por el deshielo de primavera. Aproximadamente mil mercenarios imperiales se ahogaron mientras buscaban un vado. El duque Eric II cruzó el río nadando con gran dificultad, pero sobrevivió.

### Acción de retaguardia
Las unidades bajo el mando de Wrisberg llegaron al campo de batalla el 23 de mayo, pero la batalla ya estaba perdida, por su inferioridad numérica, se retiraron hacia Verden, cerca de diez kilómetros al norte de la batalla, los soldados encontraron con el Tross de los protestantes cerca de Hassel. Solo estaba protegido por unos pocos soldados, equivalente a un Fähnlein. Las fuerzas imperiales vencieron a las débiles fuerzas de la Liga Esmalcalda y se apoderaron del tesoro de guerra, unos 100,000 florines de oro, el cual finalmente entregaron al emperador Carlos V más tarde.

## Consecuencias
Como resultado de la batalla de Drakenberg, el Ejército Imperial de Eric II prácticamente dejó de existir; las tropas de Wrisberg escaparon a los Países Bajos y se disolvieron. La victoria protestante contribuyó a la estabilidad y la libertad religiosa de los luteranos y los católicos en el norte de Alemania. Los dos líderes sobrevivientes, Christoph von Wrisberg y Eric II, se despreciaron mutuamente durante el resto de sus vidas y se acusaron mutuamente de ser responsables de la derrota.